# Seuneubok Panton
Seuneubok Panton is een bestuurslaag in het regentschap Aceh Timur van de provincie Atjeh, Indonesië. Seuneubok Panton telt 210 inwoners (volkstelling 2010).